# Fionn Whitehead

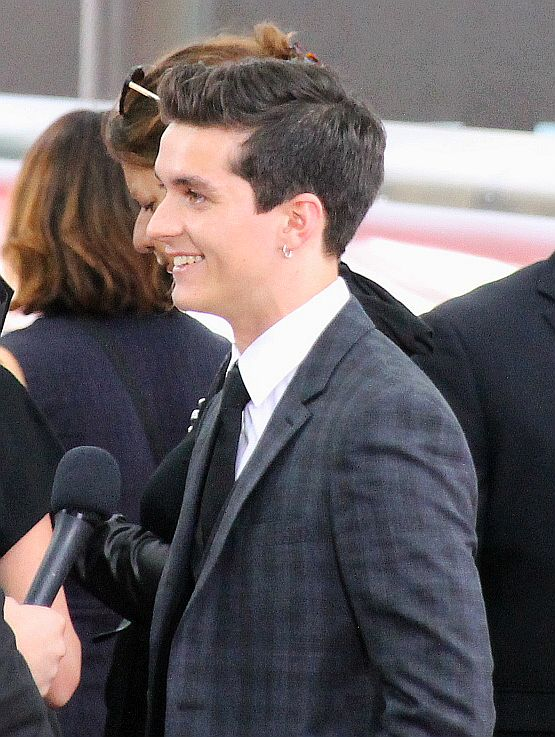
Fionn Whitehead 2017 bei der Weltpremiere von Dunkirk in London

Fionn Whitehead (* 18. Juli 1997 in Richmond, London) ist ein britischer Schauspieler. Bekannt wurde er 2017 durch die Hauptrolle des Tommy Jensen im Kriegsfilm Dunkirk von Christopher Nolan.

## Leben und Karriere
Fionn Whitehead ist der Sohn der Jazz-Musiker Linda und Tim Whitehead. Er wurde nach der Irish-Folk-Legende Fionn mac Cumhaill benannt, den seine Eltern sehr verehrten. Whitehead hat drei ältere Geschwister (zwei Schwestern und einen Bruder) und ist in Richmond (London) aufgewachsen. In seiner Jugend strebte er danach, Gitarrist, Rugbyspieler und Breakdancer zu werden. Er begann im Alter von 13 Jahren am Orange Tree Theatre zu arbeiten und besuchte er die Orleans Park School. Nach Abschluss der Schule besuchte er das Richmond College und meldete sich für den Sommerkursdes National Youth Theatre an. Bis 2015 war er ein unbekannter, aufstrebender Jungschauspieler, der nebenbei in einem Café in London arbeitete. Doch schon 2016 erhielt er das Angebot, in der britischen Miniserie Him mitzuspielen. Anschließend wurde er als Hauptdarsteller von Christopher Nolans Kriegsfilm Dunkirk ausgewählt, der Anfang 2017 in die Kinos kam. Nolan sagte, er sei vom ersten Moment an von Whitehead beeindruckt gewesen. „Es ist eine Natürlichkeit und Echtheit in Fionns Leistung, die außergewöhnlich ist. Er hat eine sehr charismatische Präsenz und erinnert mich an den jungen Tom Courtenay.“
Wenige Wochen nach den Dreharbeiten zu Dunkirk begann Whitehead die Arbeit an Richard Eyres Film Kindeswohl mit Emma Thompson und Stanley Tucci. Dieser Film feierte im September 2017 im Rahmen des Toronto International Film Festivals seine Weltpremiere und kam am 30. August 2018 in die deutschen Kinos. Auch in einer Folge der TV-Serie Queers, die 2017 ausgestrahlt wurde, war Whitehead zu sehen.
2018 spielte Whitehead in dem interaktiven Netflix-Film Black Mirror: Bandersnatch die Hauptrolle des Stefan Butler. 2019 war er in Sebastian Schippers Drama Roads einer der beiden Protagonisten.

## Filmografie
- 2016: Him (Fernsehserie)
- 2017: Queers (Fernsehserie, eine Folge)
- 2017: Dunkirk
- 2017: Kindeswohl (The Children Act)
- 2018: Black Mirror: Bandersnatch
- 2019: Roads
- 2019: Port Authority
- 2020: Don’t Tell a Soul
- 2020: The Duke
- 2021: Voyagers
- 2022: Emily
- 2023: Große Erwartungen (Great Expectations, Miniserie, 6 Folgen)
- 2025: Satisfaction

## Theaterrollen
- 2015: Natives in der Rolle von Cammy (Inszenierung Rob Drummer, Southwark Playhouse)

## Auszeichnungen
British Independent Film Award
- 2022:  Nominierung als Bester Nebendarsteller (Emily)[9]